# فيندلاي
فيندلاي (بالإنجليزية: Findlay)‏ هي مغنية مؤلفة بريطانية، ولدت في 7 يونيو 1991 في ستوكبورت في المملكة المتحدة.

## وصلات خارجية
- فيندلاي على موقع ميوزك برينز (الإنجليزية)
- فيندلاي على موقع ديسكوغز (الإنجليزية)